# Айленд-парк (Оттава)
Айленд-парк, англ. Island Park — район на западе г. Оттава, Канада.

## Расположение
Северной границей района является Скотт-стрит, западной — Айленд-парк-драйв, южной — автомагистраль Квинсуэй, восточной — Паркдейл-авеню.
К северу от Айленд-парка расположены район Олд-Оттава-Уэст и квартал правительственных зданий Таннис-Песчер, к северо-востоку — Меканиксвилл, к востоку — Хинтонберг, к югу — Оттавская городская больница, к западу — Уэстборо и Хэмптон-парк.
Существует Ассоциация общины Айленд-парк, однако она охватывает только частные дома, расположенные вдоль Айленд-парк-драйв. На территории района расположен парк Фишер.

## Школы
В районе расположены две публичных школы (Fisher Park и Elmdale), одна католическая (St. George).

## Транспорт
По территории района проходит западная часть Западной Веллингтон-стрит, которая далее на восток проходит через соседний район Хинтонберг.
К северу от района находится терминал скоростного автобуса Таннис-Песчер (Tunney’s Pasture Station); трассы скоростных автобусов идут параллельно Скотт-стрит.